# Distantobelus humilis
Distantobelus humilis är en insektsart som beskrevs av Capener 1972. Distantobelus humilis ingår i släktet Distantobelus och familjen hornstritar. Inga underarter finns listade i Catalogue of Life.